# Quang Hưng, Ninh Bình
	Quang Hưng		là một xã thuộc tỉnh Ninh Bình, Việt Nam. Trụ sở xã nằm cách phường Hoa Lư - trung tâm tỉnh lỵ Ninh Bình 23 km về phía Đông.		
Theo Nghị quyết số 1674/NQ-UBTVQH15 ngày 16/6/2025 về sắp xếp các đơn vị hành chính cấp xã của tỉnh Ninh Bình năm 2025, 	sắp xếp các xã Trực Khang, Trực Mỹ và Trực Thuận thành xã mới có tên gọi là xã Quang Hưng.	
Xã Quang Hưng	có diện tích:	15,89	km², 	dân số:	20.701	người, mật độ dân số: 	1303	người/km². 	
Đây là đơn vị có diện tích xếp thứ:	125	, số dân xếp thứ: 	117	và mật độ dân số xếp thứ: 	52	trong số 129 xã, phường ở Ninh Bình. 
Xã này có Đường cao tốc Ninh Bình – Hải Phòng, và cũng là nơi có sông Ninh Cơ chảy qua.
1. ↑  Nghị quyết của Quốc hội về sắp xếp các đơn vị hành chính cấp xã của tỉnh Ninh Bình năm 2025